# Pabstia
Pabstia (лат. Pabstia) род је скривеносеменица из породице орхидеја. Распрострањен је у јужном и југоисточном Бразилу. Откривено је пет врста.

## Врсте
1. Pabstia jugosa (Lindl.) Garay
2. Pabstia modestior (Rchb. f.) Garay
3. Pabstia placanthera (Hook.) Garay
4. Pabstia schunkiana V.P. Castro
5. Pabstia viridis (Lindl.) Garay